# Bagramowo
Bagramowo (ros. Баграмово) – wieś (dieriewnia) w Rosji, w obwodzie riazańskim, w rejonie rybnowskim. W 2021 liczyła 2168 mieszkańców.